# Frank Spring
Frank Spring (né le 19 septembre 1949 à Rossland en Colombie-Britannique) est un joueur professionnel de hockey sur glace.

## Biographie
Il fut repêché par les Bruins au premier tour, 4e au total, du repêchage amateur de la LNH 1969. Il évolua dans la Ligue nationale de hockey avec les Bruins de Boston, les Blues de Saint-Louis, les Seals de la Californie et les Barons de Cleveland, de même que dans l'Association mondiale de hockey avec les Racers d'Indianapolis.

## Parenté dans le sport
Il est le père du joueur de hockey professionnel, Corey Spring.